# Могенс Вьолдике
Могенс Вьолдике (на датски: Mogens Wöldike) е датски диригент и органист.
Роден е в Копенхаген на 5 юли 1897 година. През 1920 година завършва Копенхагенския университет.
След това е органист в църкви, от 1959 до 1972 година – в Копенхагенската катедрала. След Втората световна война често дирижира Симфоничния оркестър на Шведското радио и Симфоничния оркестър на Датското радио, като придобива широка известност с интерпретациите си на композиции от епохите на Барока и Класицизма.
Могенс Вьолдике умира в Копенхаген на 20 октомври 1988 година.